# Тромболитическая терапия
Тромболитическая терапия — вид фармакологической терапии, направленный на восстановление кровотока в сосуде за счёт лизиса тромба внутри сосудистого русла.

## Принцип действия
Активация фибринолитической активности крови за счёт перевода плазминогена в его активную форму — плазмин.
Препараты для тромболитической терапии называют тромболитиками, фибринолитиками или активаторами плазминогена (синонимы).
В отличие от гепаринов, которые только замедляют формирование тромботических масс, данная терапия способствует их разрушению и восстановлению кровотока по закупоренным сосудам.
Тромболитическая терапия наиболее эффективна в период до 3 часов от образования тромба.

## История
Предпосылки к развитию данного вида терапии появились в 1933 году, когда на руках у врача Уильяма Тиллетта (англ. William Smith Tillett) умирает дочь. Уже тогда он смог связать заболевание своей дочери с несворачивающейся кровью в чашке Петри, в которую она сплевывала мокроту. В 1938 году было доказано выделение β-гемолитическим стрептококком группы А фермента стрептокиназы. В 1940 году описан механизм действия фермента, основанный на его связывании с плазминогеном в крови, приводящей к его переводу его в активную форму — плазмин.
1976 год считается годом рождения тромболитической терапии, когда впервые была опубликована статья Чазова Е. И. о внутрикоронарном лизисе тромба при помощи Стрептазы. Позже, в 1979 году, эти данные были подтверждены Rentrop K.T.
Главными недостатками стрептокиназы являются:
- её чужеродность организму человека, а следовательно, и большое количество аллергических реакций
- малый период полувыведения, что требует длительного (в течение 60 минут) её введения
- неспецифичность активации плазминогена — большое количество геморрагических осложнений и истощение противосвертывающей системы.

Все эти факторы и послужили поводом к разработке новых средств, не имеющих данных недостатков.

## Используемые тромболитические агенты
К настоящему времени известны следующие агенты:
Препараты I поколения:
- Стрептокиназа (SK)
- Урокиназа (UK)

Препараты II поколения:
- Альтеплаза (тканевый активатор плазминогена, Актилизе, t-PA)
- Проурокиназа (Пуролаза, u-PA, pro-UK)

Препараты III поколения:
- Тенектеплаза (Метализе, TNK-tPA)
- Ретаплаза (Ретаваза, r-PA)

## Области применения
- Острый коронарный синдром (Инфаркт миокарда) с подъёмом сегмента ST на ЭКГ
- Ишемический инсульт
- Тромбоэмболия легочной артерии
- Тромбоз глубоких вен нижних конечностей
- Тромбоз клапанного протеза сердца